# 漁場
漁場（英語：fishery）是鱼类、甲壳类、贝类等水生动物资源丰富、适合渔业捕捞的水域。主要用于休闲捕鱼的渔场通常称为钓场（fishing ground）。
渔场分为野生渔场（wild fishery）和人工渔场（artificial fishery或farmed fishery）两种。前者是各种大型天然水体比如海洋（占90%以上）、湖泊、大河等等；后者是利用水库放殖或用鱼栅在天然水体围出一片水域进行水产养殖的开放式鱼塘。

## 世界大型漁場

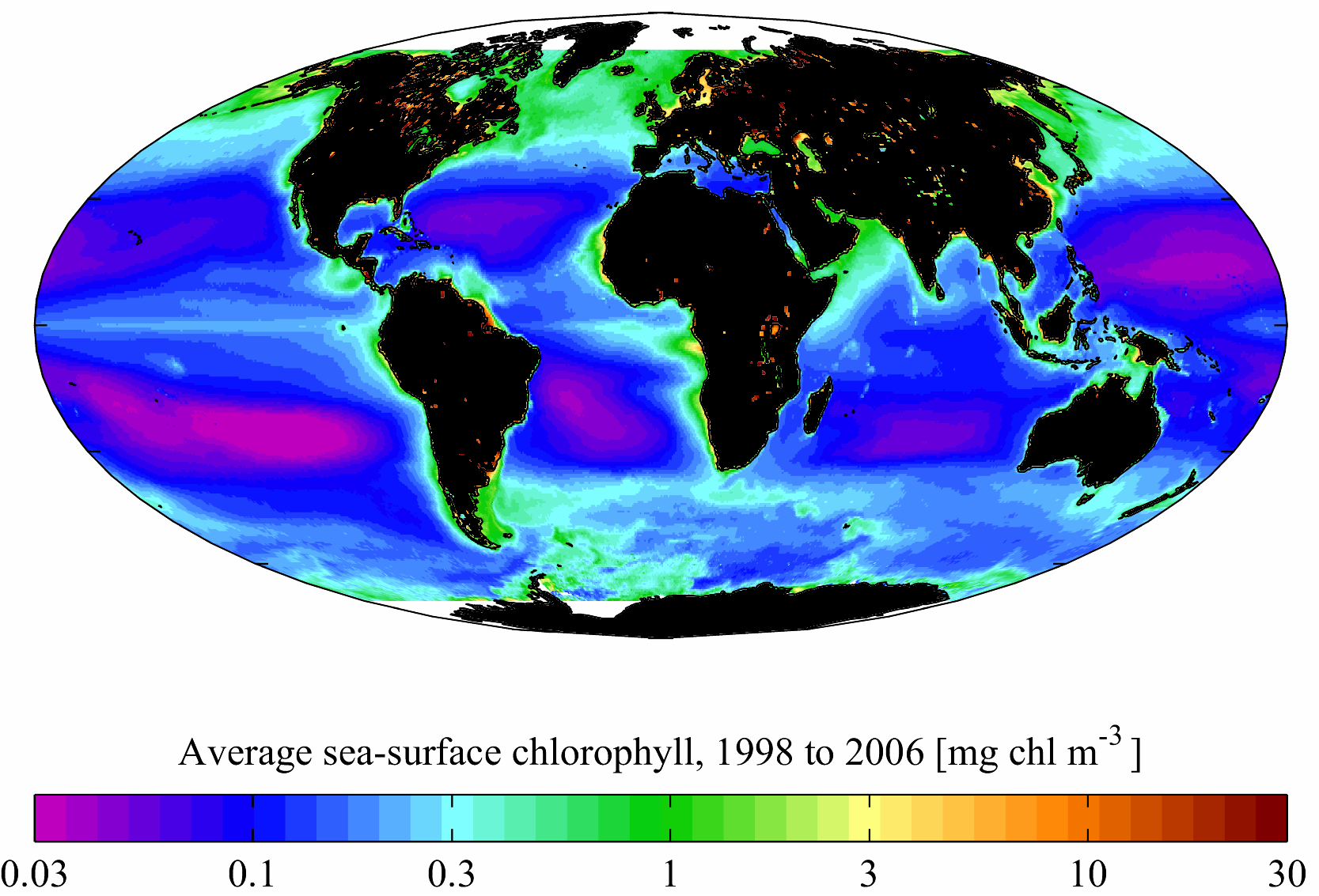
全球海洋的叶绿素含量。可见在热带大洋，光合作用的初级生产量非常差。反倒是亚寒带、寒带海域成为了著名渔场

世界大型渔场通常分布在大陆架宽阔且有寒流和暖流汇合的地方，日本渔场、纽芬兰渔场和北海渔场是世界三大渔场。秘鲁渔场也是世界大型渔场，不过这里只有秘鲁寒流经过。中国最大的渔场是舟山渔场，处于黑潮和东海沿岸流（寒流）的交界處。
海洋渔场的分布与海洋中浮游植物的光合作用生产的有机碳的量（称为“初级生产量”）直接相关。根据海洋生态学的研究，海洋浮游植物的光合作用受日光强度、海水中营养物质包括氮、磷、硅酸以及铁的浓度的制约。因此热带亚热带大洋往往由于营养素的贫乏，所以初级生产量有限，不能成为渔场。而在寒流流经的海域，由于寒流从南北极区海域带来丰富的营养物质，所以流经之处的光合作用的初级生产量显著高于大洋。此外，近岸特别是河流入海口也有丰富的营养物质，因此海域初级生产量很高，成为渔场。这也能解释全世界最著名的渔场如北大西洋特别是北海渔场、纽芬兰渔场，西北太平洋包括白令海渔场、鄂霍茨克海渔场，以及南大洋的磷虾为何占了海洋渔业资源的主要部分。

## 相關
- 海況（英语：Sea state）
- 新生魚（recruits），指漁場補充魚群。
- 魚塭
- 農場
- 牧場
- 林場